# Chascanopsetta prognatha
Chascanopsetta prognatha és un peix teleosti de la família dels bòtids i de l'ordre dels pleuronectiformes
present a les costes de les Maldives, Japó i les illes Ryukyu.
Habita entre els 494 i els 550 m de fondària.